# Liga Lujanense de Fútbol
La Liga Lujanense de Fútbol es una liga regional de fútbol en la provincia de Buenos Aires, Argentina. Tiene su sede en la calle Rivadavia 750, de la ciudad de Luján, cabecera del partido homónimo. Fue fundada el 4 de agosto de 1925 y desde 2015 es presidida por Carlos Donadio.
La selección de la Liga Lujanense participó del Campeonato Argentino que otorgaba la Copa Presidente. Anteriormente, la Liga, al igual que las demás, contribuía con unos aportes establecidos en el artículo 2, inciso d del reglamento básico de la Asociación del Fútbol Argentino, en relación con la participación en las competiciones oficiales del fútbol argentino.
Los clubes afiliados que alcanzaron mayor trascendencia en torneos nacionales son: Flandria (jugó en Primera B Nacional), Luján (Primera B), Deportivo Camioneros (Federal A y Primera C), SAT (Primera División femenina), y Defensores del Chaco (jugó en Primera División femenina). Por otra parte, es una de las ligas con mayor cantidad de representantes en la primera edición del recién creado Torneo Promocional Amateur (Deportivo Camioneros, Juventud de Bernal y SAT).

## Historia
El comienzo del fútbol asociado en Luján se gestó un 4 de agosto de 1925 cuando se reunieron en uno de los salones del café Tokio -por entonces ubicado en San Martín 135, propiedad de los hermanos Mihura- un grupo de representantes y entusiastas de las instituciones que se dedicaban a fomentar los deportes, con el fin de organizar la práctica del fútbol que, hasta entonces, se realizaba en forma dispersa. La reunión fundacional concluyó con la creación del llamado Consejo Único de la Liga Lujanense al que se le dio mandato por el período de un año. Los cargos originales más importantes -a excepción del de vicepresidente- fueron ocupados por personas consideradas "neutrales" debido a que no pertenecían a ninguna institución de las presentes. 
El primer cuerpo directivo quedó integrado de la siguiente manera: presidente: Félix Langhenein (neutral), vicepresidente: Lorenzo Garabelli (Ferrocarril), secretario: Manuel Reyna (neutral) tesorero: Ángel Sangiácomo (neutral), vocales: José M. Puglia (Los Andes), Gervasio Alonso (Luján), Ramón Aguilar (Newell's), Francisco Ottone (Argentino), Miguel Carnaroglio (Jorge Newbery) y Manuel Abalos (Mayor Zanni). La comisión procedió a instalar la secretaría en Rivadavia 35, domicilio particular de Reyna, encargado además -junto a Langhenein y Garabelli- de confeccionar los estatutos. Luego procedió a armar el fixture de los partidos, a elegir el lugar donde llevar a cabo los encuentros y por último a designar los encargados de arbitrar los cotejos inaugurales, nombrándose a tal efecto a Félix Langhenein, Jorge Reyna, Manuel Reyna y Miguel Carnaroglio. 
A cinco días de haberse constituido la liga, el domingo 9 de agosto, el campo de deportes del Colegio Marista, fue escenario del primer torneo oficial, donde participaron siete equipos a saber: Luján , Ferrocarril, Jorge Newbery, Argentino, Mayor Zanni, Newell's y Los Andes. El primer campeonato fue ganado por Jorge Newbery, seguido de Ferrocarril en 1926.
Entre 1935 y 1939 no hubo torneos al paralizarse la disputa por diversos problemas originados entre los clubes y estos con la Liga a raíz de un incidente por un fallo del Tribunal de Penas al descontarle puntos al club Platense, en 1935. La actividad retornó en 1940 y se sigue organizando hasta la actualidad. Durante 2020 y 2021 el torneo no se disputó por la pandemia de covid-19.
La Liga Lujanense forma parte de la región Pampeana Norte, y está afiliada al Consejo Federal del Fútbol Argentino, órgano interno de la AFA. Asimismo está afiliada a la Federación de Fútbol Bonaerense Pampeana (FFBP), organismo que representa a las principales ligas de la provincia de Buenos Aires.
Al igual que las demás ligas regionales de la Argentina, recibe ingresos directamente del Consejo Federal del Fútbol Argentino.

## Campeonato actual
Torneo Apertura 2024.

### Clasificación a torneos superiores
El campeonato otorga una plaza para participar en el Torneo Regional Federal Amateur.

## Clubes afiliados
| Equipo                                                      | Localidad         | Competición actual         |
| ----------------------------------------------------------- | ----------------- | -------------------------- |
| Asociación de Trabajadores de la Industria Lechera (Atilra) | General Rodríguez | Sin competencia oficial    |
| Atlético Lomas Fútbol Club                                  | Ingeniero Budge   | Sin competencia oficial    |
| Castelar Fútbol Club                                        | Haedo             | Liga Lujanense             |
| Ciudad de Refugio Fútbol Club                               | Buenos Aires      | Liga Lujanense             |
| Club Atlético Amistad Godoy                                 | Moreno            | Liga Lujanense             |
| Club Atlético Firenze                                       | Florencio Varela  | Sin competencia oficial    |
| Club Atlético General Rodríguez                             | General Rodríguez | Sin competencia oficial    |
| Club Atlético Social y Deportivo Camioneros                 | 9 de Abril        | Liga Lujanense Primera C   |
| Club Ciclista Luján                                         | Luján             | Sin competencia oficial    |
| Club Deportivo Liceo                                        | Hudson            | Liga Lujanense             |
| Club Deportivo y Cultural Bongiovanni                       | Moreno            | Liga Lujanense             |
| Club Luján                                                  | Luján             | Primera C                  |
| Club Social Cultural y Deportivo Martínez Moreno            | El Jagüel         | Liga Lujanense             |
| Club Social Cultural y Deportivo Pistacho                   | Merlo             | Sin competencia oficial    |
| Club Social y Deportivo Boliviano                           | Ciudad Evita      | Sin competencia oficial    |
| Club Social y Deportivo Flandria                            | Jáuregui          | Primera B                  |
| Club Social y Deportivo Juventud de Bernal                  | Bernal            | Torneo Promocional Amateur |
| Club Social y Deportivo La Unión                            | El Jagüel         | Sin competencia oficial    |
| Club Social y Deportivo Martín Rodríguez                    | General Rodríguez | Sin competencia oficial    |
| Complejo Deportivo NF Nación Fútbol                         | Paso del Rey      | Liga Lujanense             |
| Deportivo Villa Corina                                      | Villa Dominico    | Liga Lujanense             |
| Fernando Cáceres Fútbol Club                                | Ciudad Evita      | Sin competencia oficial    |
| Ferrocarril Club                                            | Villa Domínico    | Liga Lujanense             |
| Fundación Defensores del Chaco                              | Paso del Rey      | Sin competencia oficial    |
| Municipalidad de Avellaneda                                 | Avellaneda        | Liga Lujanense             |
| Pirata Fútbol Club                                          | Morón             | Sin competencia oficial    |
| Platense Fútbol Club                                        | Luján             | Sin competencia oficial    |
| Polonia Fútbol Club                                         | Burzaco           | Liga Lujanense             |
| San Martín 09 Fútbol Club                                   | Villa Fiorito     | Liga Lujanense             |
| Social Atlético Televisión                                  | Moreno            | Torneo Promocional Amateur |
| Sociedad de Fomento Deportiva y Cultural Villa Amelia       | Libertad          | Sin competencia oficial    |
| Zulia Fútbol Club - Filial Buenos Aires                     | Lanús             | Sin competencia oficial    |

## Palmarés
| Año  | Apertura                                    | Clausura                                    | Final                                       |
| 1925 | Jorge Newbery                               | Jorge Newbery                               | Jorge Newbery                               |
| 1926 | Ferrocarril                                 | Ferrocarril                                 | Ferrocarril                                 |
| 1927 | Luján                                       | Luján                                       | Luján                                       |
| 1928 | Club Newells (Luján)                        | Club Newells (Luján)                        | Club Newells (Luján)                        |
| 1929 | Luján                                       | Luján                                       | Luján                                       |
| 1930 | Independiente (Luján)                       | Independiente (Luján)                       | Independiente (Luján)                       |
| 1931 | Independiente (Luján)                       | Independiente (Luján)                       | Independiente (Luján)                       |
| 1932 | Platense (Luján)                            | Platense (Luján)                            | Platense (Luján)                            |
| 1933 | Luján                                       | Luján                                       | Luján                                       |
| 1934 | Independiente (Luján)                       | Independiente (Luján)                       | Independiente (Luján)                       |
| 1940 | Platense (Luján)                            | Platense (Luján)                            | Platense (Luján)                            |
| 1941 | Flandria                                    | Flandria                                    | Flandria                                    |
| 1942 | Club Luján                                  | Club Luján                                  | Club Luján                                  |
| 1943 | Santa Elena                                 | Santa Elena                                 | Santa Elena                                 |
| 1944 | Flandria                                    | Flandria                                    | Flandria                                    |
| 1945 | Platense (Luján)                            | Platense (Luján)                            | Platense (Luján)                            |
| 1946 | Club Luján                                  | Club Luján                                  | Club Luján                                  |
| 1947 | Boca Juniors (Luján)                        | Boca Juniors (Luján)                        | Boca Juniors (Luján)                        |
| 1948 | San Lorenzo (Luján)                         | San Lorenzo (Luján)                         | San Lorenzo (Luján)                         |
| 1949 | San Lorenzo (Luján)                         | San Lorenzo (Luján)                         | San Lorenzo (Luján)                         |
| 1950 | San Lorenzo (Luján)                         | San Lorenzo (Luján)                         | San Lorenzo (Luján)                         |
| 1951 | San Lorenzo (Luján)                         | San Lorenzo (Luján)                         | San Lorenzo (Luján)                         |
| 1952 | Platense (Luján)                            | Platense (Luján)                            | Platense (Luján)                            |
| 1953 | San Lorenzo (Luján)                         | San Lorenzo (Luján)                         | San Lorenzo (Luján)                         |
| 1954 | Platense (Luján)                            | Platense (Luján)                            | Platense (Luján)                            |
| 1955 | Colón (Luján)                               | Colón (Luján)                               | Colón (Luján)                               |
| 1956 | Platense (Luján)                            | Platense (Luján)                            | Platense (Luján)                            |
| 1957 | Platense (Luján)                            | Platense (Luján)                            | Platense (Luján)                            |
| 1958 | Colón (Luján)                               | Colón (Luján)                               | Colón (Luján)                               |
| 1959 | Platense (Luján)                            | Platense (Luján)                            | Platense (Luján)                            |
| 1960 | Platense (Luján)                            | Platense (Luján)                            | Platense (Luján)                            |
| 1961 | Colón (Luján)                               | Colón (Luján)                               | Colón (Luján)                               |
| 1962 | Brescia                                     | Brescia                                     | Brescia                                     |
| 1963 | Platense (Luján)                            | Platense (Luján)                            | Platense (Luján)                            |
| 1964 | Platense (Luján)                            | Platense (Luján)                            | Platense (Luján)                            |
| 1965 | Colón (Luján)                               | Colón (Luján)                               | Colón (Luján)                               |
| 1966 | Colón (Luján)                               | Colón (Luján)                               | Colón (Luján)                               |
| 1967 | Ferrocarril                                 | Ferrocarril                                 | Ferrocarril                                 |
| 1968 | Santa Elena                                 | Santa Elena                                 | Santa Elena                                 |
| 1969 | Ateneo                                      | Ateneo                                      | Ateneo                                      |
| 1970 | Rivadavia                                   | Rivadavia                                   | Rivadavia                                   |
| 1971 | Ateneo                                      | Ateneo                                      | Ateneo                                      |
| 1972 | Colón (Luján)                               | Colón (Luján)                               | Colón (Luján)                               |
| 1973 | Atlanta                                     | Atlanta                                     | Atlanta                                     |
| 1974 | Rivadavia                                   | Rivadavia                                   | Rivadavia                                   |
| 1975 | Rivadavia                                   | Rivadavia                                   | Rivadavia                                   |
| 1976 | Rivadavia                                   | Rivadavia                                   | Rivadavia                                   |
| 1977 | Rivadavia                                   | Rivadavia                                   | Rivadavia                                   |
| 1978 | Rivadavia                                   | Rivadavia                                   | Rivadavia                                   |
| 1979 | Rivadavia                                   | Rivadavia                                   | Rivadavia                                   |
| 1980 | Santa Elena                                 | Santa Elena                                 | Santa Elena                                 |
| 1981 | Platense (Luján)                            | Platense (Luján)                            | Platense (Luján)                            |
| 1982 | San Lorenzo (Luján)                         | San Lorenzo (Luján)                         | San Lorenzo (Luján)                         |
| 1983 | Santos (Open Door)                          | Santos (Open Door)                          | Santos (Open Door)                          |
| 1984 | Rivadavia                                   | Rivadavia                                   | Rivadavia                                   |
| 1985 | Santa Elena                                 | Santa Elena                                 | Santa Elena                                 |
| 1986 | San Lorenzo                                 | San Lorenzo                                 | San Lorenzo                                 |
| 1987 | Santa Elena                                 | Santa Elena                                 | Santa Elena                                 |
| 1988 | Rivadavia                                   | Rivadavia                                   | Rivadavia                                   |
| 1989 | San Lorenzo (Luján)                         | San Lorenzo (Luján)                         | San Lorenzo (Luján)                         |
| 1990 | Santa Elena                                 | Santa Elena                                 | Santa Elena                                 |
| 1991 | Rivadavia                                   | Rivadavia                                   | Rivadavia                                   |
| 1992 | Rivadavia                                   | Rivadavia                                   | Rivadavia                                   |
| 1993 | Santos (Open Door)                          | Santos (Open Door)                          | Santos (Open Door)                          |
| 1994 | Santa Elena                                 | Santa Elena                                 | Santa Elena                                 |
| 1995 | Rivadavia                                   | Rivadavia                                   | Rivadavia                                   |
| 1996 | Los Pumas                                   | Los Pumas                                   | Los Pumas                                   |
| 1997 | Atlanta (Luján)                             | Atlanta (Luján)                             | Atlanta (Luján)                             |
| 1998 | Juventud Unida                              | Juventud Unida                              | Juventud Unida                              |
| 1999 | Atlanta                                     | Atlanta                                     | Atlanta                                     |
| 2000 | Atlético Luján                              | Atlético Luján                              | Atlético Luján                              |
| 2001 | Atlético Luján                              | Atlético Luján                              | Atlético Luján                              |
| 2002 | Defensores del Chaco                        | Defensores del Chaco                        | Defensores del Chaco                        |
| 2003 | Defensores del Chaco                        | Defensores del Chaco                        | Defensores del Chaco                        |
| 2004 | UNLu                                        | UNLu                                        | UNLu                                        |
| 2005 | Atlético Luján                              | Atlético Luján                              | Atlético Luján                              |
| 2006 | Desierto                                    | Desierto                                    | Desierto                                    |
| 2007 | Atlético Luján                              | Atlético Luján                              | Atlético Luján                              |
| 2008 | Camioneros                                  | Camioneros                                  | Camioneros                                  |
| 2009 | Mutual UTA                                  | Mutual UTA                                  | Mutual UTA                                  |
| 2010 | Mutual UTA                                  | Mutual UTA                                  | Mutual UTA                                  |
| 2011 | Camioneros                                  | Camioneros                                  | Camioneros                                  |
| 2012 | Camioneros                                  | Mariano Moreno                              | No se disputó                               |
| 2013 | Camioneros                                  | Mutual UTA                                  | No se disputó                               |
| 2014 | Mutual UTA                                  | Mutual UTA                                  | Mutual UTA                                  |
| 2015 | Mutual UTA                                  | Mutual UTA                                  | Mutual UTA                                  |
| 2016 | Atlético Luján                              | Atlético Luján                              | Atlético Luján                              |
| 2017 | SATSAID                                     | SATSAID                                     | SATSAID                                     |
| 2018 | La Unión (El Jagüel)                        | La Unión (El Jagüel)                        | La Unión (El Jagüel)                        |
| 2019 | La Unión (El Jagüel)                        | SATSAID (SAT)                               | La Unión (El Jagüel)                        |
| 2020 | Sin competencia por la pandemia de covid-19 | Sin competencia por la pandemia de covid-19 | Sin competencia por la pandemia de covid-19 |
| 2021 | Sin competencia por la pandemia de covid-19 | Sin competencia por la pandemia de covid-19 | Sin competencia por la pandemia de covid-19 |
| 2022 | SAT                                         | Camioneros                                  | SAT                                         |
| 2023 | Municipalidad de Avellaneda                 | SAT                                         | SAT                                         |

## Campeonatos por equipo
| Equipo                | Títulos |
| --------------------- | ------- |
| Rivadavia             | 12      |
| Platense (Luján)      | 11      |
| San Lorenzo (Luján)   | 8       |
| Santa Elena           | 7       |
| SAT                   | 6       |
| Atlético Luján        | 5       |
| Camioneros            | 5       |
| Mutual UTA            | 5       |
| Colón (Luján)         | 4       |
| Independiente (Luján) | 3       |
| La Unión (El Jagüel)  | 3       |
| Ateneo                | 2       |
| Atlanta (Luján)       | 2       |
| Club Luján            | 2       |
| Defensores del Chaco  | 2       |
| Ferrocarril           | 2       |
| Flandria              | 2       |
| Santos (Open Door)    | 2       |